# Large Carnivore Initiative for Europe

La Large Carnivore Initiative for Europe (« l'initiative [concernant les] grands carnivores pour l'Europe ») (LCIE) est un groupe de travail de la Commission pour la conservation des espèces IUCN et une organisation non gouvernementale. 
Le président du LCIE est le secrétaire du groupe de spécialistes du loup de l'UICN Luigi Boitani. Son objectif est la conservation et la restauration de populations viables de grands carnivores en coexistence avec l'homme en tant que partie intégrante des écosystèmes et des paysages dans toute l'Europe.

## Position de l'organisation
Le premier groupe de spécialistes du loup de l'UICN avait planifié la protection et la réintroduction des loups en Europe dans les années 1970, avec pour objectifs d'étudier l'état de conservation du loup et « de faire en sorte que les loups soient une espèce viable dans l'espace holarctique ». Environnement du monde pour la science, éducation et économique à long terme et d'améliorer la compréhension et l'appréciation du loup en tant qu'élément important et utile des écosystèmes « naturels », afin que l'homme puisse vivre dans la nature biocénose. Gagnez en joie et en satisfaction[pas clair]. Selon cette idée originale, le manifeste de la convention de Berne stipule : « Les loups, comme tous les autres animaux sauvages, ont le droit d'exister en tant qu'animaux sauvages. […] cela découle du droit de tous les êtres vivants à coexister avec les humains dans le cadre des « écosystèmes naturels » . » Par conséquent, le manifeste de la convention de Berne recommande d'identifier les zones ayant une valeur potentielle différente pour la protection des loups :
- zones où le loup est complètement protégé ;
- zones dans lesquelles des loups sélectionnés peuvent être éliminés selon un plan de gestion ;
- zones dans lesquelles le loup ne peut être chassé que dans les limites des règlements de chasse applicables.

En revanche, Luigi Boitani et ses disciples du LCIE défendent l'idée de la coexistence des loups et des animaux de pâturage dans un paysage culturel densément peuplé, selon laquelle les loups et les animaux de pâturage devraient partager le même habitat et les loups devraient être empêchés d'attaquer les animaux de pâturage par protection des troupeaux. Selon Boitani, la « coexistence » est le mot clé, dans le sens où il est supposé être possible de « minimiser » les conflits avec les loups dans ces habitats communs.
Sans chercher à établir un zonage, la LCIE définit des unités spatiales de plus en plus petites, qui devraient contenir leurs propres populations de loups, auxquelles devrait s'appliquer le nombre minimum d'une population viable, où il n'est plus fait référence aux populations européennes existantes dans les unités spatiales naturelles, mais où il est affirmé que chaque État européen individuel en tant qu'unité spatiale politique doit avoir sa propre population de loups dans l'état de conservation favorable défini. Il est reconnu que la directive de l'UE sur l'habitat de la faune et de la flore « semble également offrir la possibilité d'une approche transnationale, mais cela nécessiterait un plan de gestion commun pour tous les pays où vivent des parties de la population de loups concernée. » Le texte 413 de la BfN « Surveillance du loup, du lynx et de l'ours en Allemagne » précise « Étant donné que l'objet de toute planification de la conservation devrait être l'entité biologique entière, la population, les lignes directrices recommandent une évaluation au niveau de la population. »
Le LCIE travaille en collaboration avec l'organisation Rewilding Europe.
Cependant, pour les zones avec pâturage, Boitani a proposé l'introduction d'un système de zonage comme option de gestion une fois que l'État de conservation favorable pour le loup en Europe a été atteint.

## Influence sur la politique européenne

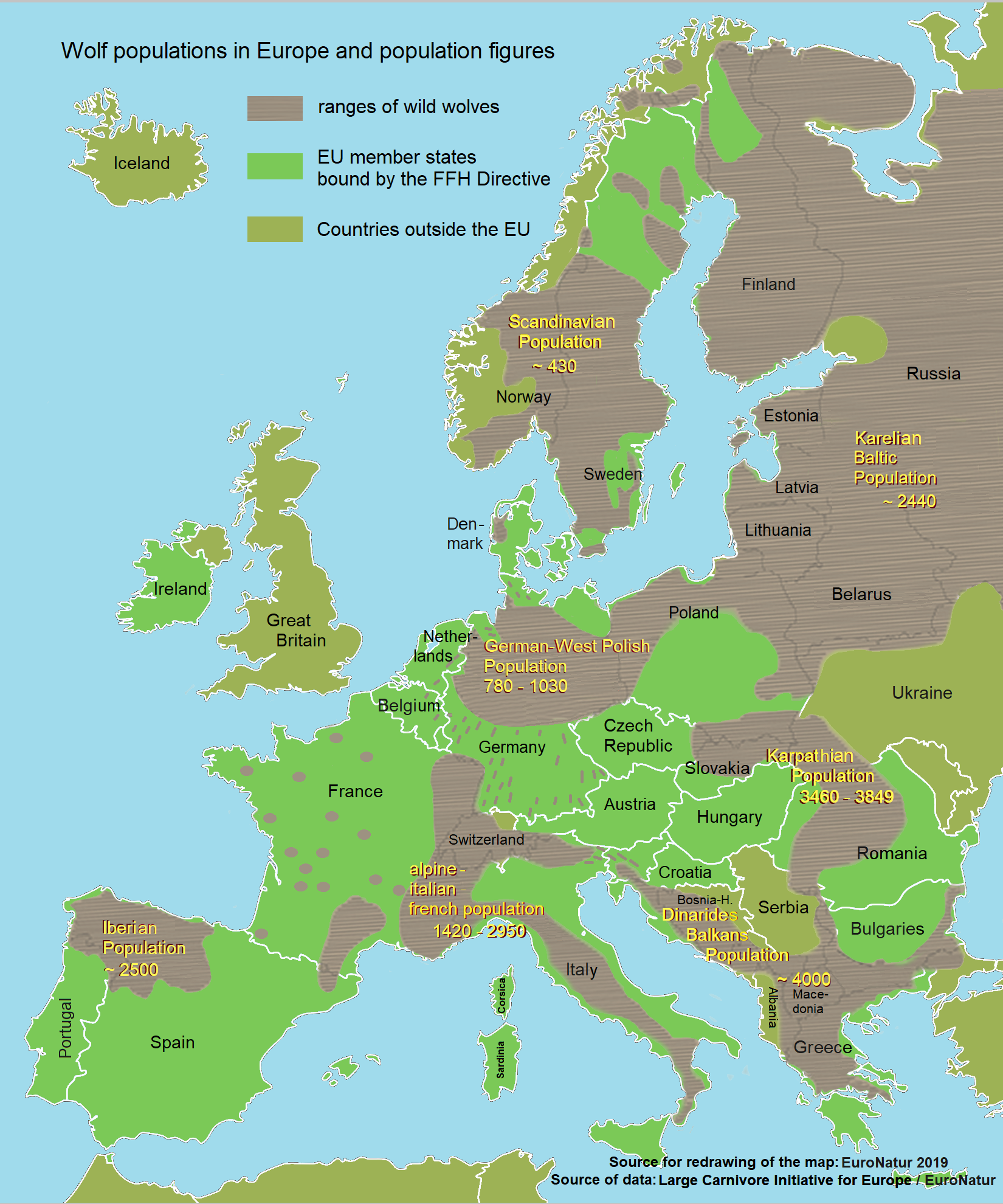
Les populations de loups en Europe sans les nouvelles aires de répartition en France. Toutes ces populations, sauf celle d'Italie, sont composées des loups gris communs. Le Canis lupus italicus a été défini comme une sous-espèce distincte. Un mélange des sous-espèces européennes est souhaitable d'un point de vue population-biologique, car il augmente la diversité génétique.

Le LCIE a une fonction consultative tant pour la division des grands carnivores de la Commission européenne que pour le Comité permanent de la convention de Berne. Il prépare les documents pertinents pour l'UE qui serviront de base aux plans de gestion nationaux pour les grands carnivores loup gris commun, loup d'Italie, lynx européen, ours brun et carcajou en Europe,,,, et a donc une fonction au sein de la Commission européenne en législatif[pas clair]. En outre, nombre de ses membres participent à des activités visant à réintroduire et à protéger ces espèces prédatrices. Ils remplissent des tâches dans la surveillance du lynx, de l'ours brun et du carcajou ainsi que dans la surveillance du loup gris commun et du loup d'Italie.Ils ont donc également une fonction dans l'exécutif[pas clair]. En outre, ils écrivent ou participent à des publications en tant que co-auteurs,,,,,,,.
Les documents de la Bundesamt für Naturschutz pour l'Agence fédérale pour la conservation de la nature sont rédigés par des membres du LCIE. En 2007, ils ont organisé un atelier de travail à l'Agence fédérale pour la protection de la nature sur la base des « Guidelines for Population Level Management Plans for Large Carnivores », qu'ils avaient eux-mêmes élaborées pour le compte de la Commission européenne,,,,.
Il existe une plateforme européenne sur la coexistence des humains et des grands carnivores proposée par Luigi Boitani. En 2017, une conférence sur « La Coexistence avec les grands carnivores : Défis et solutions » s'est tenue au Parlement européen à Bruxelles.

## Critique
Un porte-parole[Qui ?][réf. nécessaire] des organisations de paysans de montagne en Suisse qui tentent de se défendre contre la réintroduction et la propagation des grands carnivores dans la région alpine juge les activités du LCIE comme suit : « Il n'y a aucune objection à l'objectif de l'UICN d'influencer la société au niveau mondial sur les questions de conservation de la nature »[pas clair]. Cependant, cette organisation aurait perdu son emprise par son pouvoir, ce qui se voit dans sa vision du reboisement par les grands prédateurs. L'UICN a délégué la mise en œuvre au LCIE en tant que société de portefeuille. Une coexistence pacifique supposée possible entre la protection légale du loup et l'élevage d'animaux uniquement avec la protection des troupeaux est une cible de désinformation des organisations de protection de la nature. Ils planifiaient le monde rural de l'avenir dans des régions qui ne leur appartiennent pas. La population locale serait politiquement ignorée et les attaques des prédateurs sur leurs animaux de pâturage équivaudraient à une quasi-expropriation, qui, rien qu'en Suisse, toucherait 7 300 exploitations de montagne, dont les vaches laitières traient environ 100 000 tonnes de lait par an, dont 60 % sont transformées en environ 5 200 tonnes de fromage.
Le paysage culturel unique de la région alpine, avec sa grande valeur récréative pour les randonneurs de montagne et les autres visiteurs des zones urbaines en quête de détente,n'a pas été créé par une planification virtuelle des chercheurs[non neutre]. Le parc Adula, par exemple, se caractérise par sa grande biodiversité, la diversité de ses écosystèmes et ses paysages naturels et culturels intacts. Le parc Cévennes, un massif montagneux avec une culture de l'élevage en pâturage, a été classé au patrimoine mondial de l'UNESCO. Toutefois, ces valeurs n'ont pas été créées par la désignation de ces zones comme parcs naturels, mais par le travail manuel effectué depuis des milliers d'années par les agriculteurs locaux qui ont créé des zones de grande valeur culturelle et paysagère.
Dans le cadre du plan d'action de Boitani il est fait référence à l'article 22 de la directive « Habitats », qui stipule « […]  qu'une telle réintroduction […] n'ait lieu qu'après consultation appropriée du public concerné ». Cet article a été ignoré par l'UICN et les organisations de conservation de la nature, au lieu de quoi les citoyens ont été mis devant le fait accompli,.